# Nine Sols
Nine Sols — 2D бойовий платформер намальований вручну, який розроблений та випущений тайванською незалежною ігровою студією Red Candle Games.
Відеогра натхненна Sekiro, Hollow Knight та Katana Zero, має деталізовану історію світу, на тлі унікального стилю ''Даопанк'', що поєднує у собі кіберпанк та даосизм. Протягом проходження гравець виступає в ролі Йі, давно забутого героя минулого, пробудженого людською дитиною, який вирушив на помсту проти дев'яти Сонць (Sols), безжалісних правителів покинутого царства — Новий Куньлунь. Основна механіка поєдинків акцентована на близькому бої з використанням ухилянь та заряджених атак. 

## Ігровий процес
Ігровий процес побудовано на дослідженні різноманітного світу, в сетинзі Даосизму, пошуку прихованих секретів та скарбів, подоланні платформ, і боїв з безліччю ворогів. Головним вашим викликом стають 9 Сонць (Sols) Нового Куньлуня. Кожен бос має свій унікальний стиль ведення бою, в якому вам належить знайти найкращий спосіб перемогти їх, використовуючи наявні механіки. Які включають: ближній бій, ухиляння та удари що потребують зарядження. Також класичні: подвійний стрибок, лазіння по стінах і ривок.
Ви можете зустрічатись та взаємодіяти з NPC, щоб торгувати й отримувати покращення, чи нові здібності. А також спілкуючись дізнаватись більше про світ гри, в поєднанні з анімованими сценами в стилі сторінок манґи, якою надихались автори.

## Сюжет
П'ятсот років тому вірус Тяньхуо інфікував соляріанців, антропоморфну котячу расу. Не маючи жодних ліків, їхні лідери, Десять Солей, розробили проект «Вічний Казан», в якому соляріанці могли б відпочивати у віртуальній реальності, щоб затримати вірус, поки вони шукатимуть ліки. Однак енергія для живлення проекту вимагала мізків розумних форм життя, тому соляріанці залишили рідну планету Пенглай і вирушили в 500-річну подорож на кораблі-острові «Новий Куньлунь» до «блідо-блакитної планети» (Землі), де були виявлені «апемени» (люди). І, Десятий Сол, був зраджений і занурений у тимчасову сплячку незадовго до запуску «Нового Куньлуня», але вижив завдяки особливому зв'язку з Первісним Корінням, рослиною, що виробляє величезну кількість енергії, яку соларіанці використовували для своїх технологій.
І прокидається через кілька сотень років у селі Персиковий Цвіт - місцевості в Новому Куньлуні, де соляріанці викрадали людей, щоб розводити їх як домашню худобу. Він подружився з людиною Шуаншуаном і врятував його під час церемонії жертвоприношення мозку, пробудивши при цьому Дев'ять Солей. Щоб відновити контроль над проектом «Вічний казан» і помститися, І шукає Дев'ять Солей по всьому Новому Куньлуню, щоб забрати їхні Печатки Солей.
Під час своєї подорожі І зупиняється в Павільйоні Чотирьох Сезонів, який захищає система штучного інтелекту Абакус/Руй. З часом до павільйону приїжджає все більше мешканців: Шеннон, скептично налаштована людина, яка усвідомлює правду, що стоїть за селом, і приводить Шуаншуань до Павільйону, Чіоу, колишній бойовий робот, який отримав розум і став ученим і торговцем, Шанхай 9000, стриманий робот-помічник, який має свої власні плани, і Куафу, сол і близький друг І, який вирішує зрадити солів і модернізує зброю І. І також отримує повідомлення від своєї сестри Хенг, яка вирішила залишитися в Пенглаї, коли Новий Куньлунь пішов, і пізніше з'ясовується, що він був натхненником проекту «Вічний казан» і що Ейгун створила вірус Тяньхуо в своїх спробах дослідити безсмертя.
І також дізнається про недоліки проекту «Вічний казан» після зустрічі з Леді Етереал, солдатом і провідним програмістом проекту. Вона розповідає йому, що створена нею симуляція Вічної Мрії викликала у соланів бажання залишитися в симуляції, а ті, хто покинув симуляцію, стали божевільними і ворожими до оточуючих. Крім того, район Емпірей, де мешкала більша частина соляріанців, що перебували у сплячці, був уражений вірусом Тяньхуо. З журналів лабораторій І дізнається, що за спалах вірусу відповідальна Ейгун, оскільки постійні невдачі у створенні ліків зводили її з розуму, і вона почала бачити у вірусі їхній порятунок, оскільки він робив їх по суті «безсмертними». Завершивши роботу над новомодифікованим вірусом Тяньхуо, вона випустила його на соляріанців.
І перемагає вісьмох соланів і отримує їхні Печатки Сола, які були викрадені лідером соланів Ейгуном, що був наставником І до того, як зрадив його.
Залежно від вибору гравця, є дві кінцівки:
- У справжній кінцівці І поглиблює свій зв'язок з Шуаншуаном та іншими людьми і вирішує врятувати їх. Він евакуює їх на Землю, перш ніж зіткнутися з Ейгуном, який після зараження вірусом Тяньхуо зливається зі Споконвічним Корінням. І жертвує собою, щоб знищити Новий Куньлунь, вбиваючи себе і решту соляріанців у процесі і фактично знищуючи вірус Тяньхуо, і возз'єднується зі своєю сестрою Хенг у потойбічному світі.
- У нормальному фіналі І вбиває Ейгуна і отримує решту Печаток Сонця, перш ніж взяти під контроль Новий Куньлунь і повернутися в Пенглай. Решта соляріанців все ще перебувають у сплячці, людські мізки використовуються для живлення віртуальної реальності, і невідомо, чи існують ліки від вірусу Тяньхуо.

## Розробка
Анонс гри відбувся 19 березня 2021 року, Red Candle Games виклали короткий тизер з підписом ''Work in progress''. В тому ж році 16 грудня презентували обкладинку та короткий опис гри.
З 18 березня по 27 червня 2022 року розробники провели краудфандингову кампанію, для збору фінансів на подальшу розробку. Необхідна сума в 3 мільйони нових тайванських доларів була зібрана за добу. А загальна кількість збору за весь час сягнула в 13.6 мільйонів нових тайванських доларів. Це дало змогу додати альтернативний режим гри з полегшеною складністю, більше внутрішньоігрових сцен та альтернативну кінцівку.
З 2 квітня 2022 року була створена сторінка в Steam, де можна завантажити безкоштовну демо-версію гри. 26 серпня 2022 року була запущена перша закрита бета-версія. 11 січня 2023 року запущена друга закрита бета-версія.
Гра вийшла на Microsoft Windows і macOS 29 травня 2024 року , після чого 26 листопада буде портована на домашні консолі .